# Home.pl
home.pl SA – jeden z największych w Polsce dostawców usług internetowych. Zajmuje się rejestracją domen internetowych, udostępnianiem hostingu dla serwisów WWW, utrzymywaniem kont poczty elektronicznej, współtworzeniem sklepów on-line, dostarczaniem nowoczesnych rozwiązań w postaci aplikacji internetowych.

## Produkty
W portfolio produktów i usług oferowanych przez home.pl znajdują się m.in.:
- domeny internetowe o różnych rozszerzeniach[6] (w tym: .pl,.eu,.com,.net.,.org,.info,.biz,.online,.store,.tech,.expert,.art i inne);
- hostingi stron WWW[7], hostingi dedykowane, VPS[8], hosting WordPress[9], hostingi dla PrestaShop[10];
- certyfikaty SSL[11];
- poczta e-mail[12];
- sklepy internetowe (w tym PrestaShop)[13];
- tworzenie stron WWW[14];
- usługi reklamy internetowej i pozycjonowania stron WWW[15];
- kreator stron WWW[16];
- aplikacje internetowe (m.in. Office 365, G Suite, programy antywirusowe, VPN, TeamViewer, CDA Premium; CCleaner; programy do tworzenia kopii zapasowych i inne)[17].

## Historia
- 1997 – powstała firma home.pl[5]
- 2004 – home.pl jako pierwsza firma w branży zdobyła certyfikat ISO 9001[18]
- 2006 – home.pl nawiązało partnerstwo z firmą Google
- 2011 – firmę przejął zarejestrowany na Cyprze fundusz inwestycyjny V4C Eastern Europe Holding[19].
- 2014 – home.pl kupiło inną firmę z polskiego rynku: az.pl[19].
- 2015 – firma home.pl została kupiona przez koncern United Internet za kwotę 155 mln euro[20].
- 2019 – home.pl zdobyło główną nagrodę na Cloud Summit X w San Diego za największą innowacyjność w rozwoju biznesu i transformację oferty w rejonie Europy, Bliskiego Wschodu oraz Afryki[21].
- 2019 – home.pl rozpoczęło ekspansję zagraniczną i świadczy usługi w Rumunii (pod marką IONOS)[22].
- 2020 – home.pl rozpoczęło świadczenie usług w kolejnych europejskich krajach – w Bułgarii i na Węgrzech[23].

## Pozycja na rynku
W roku 2018 przychód firmy home.pl przekroczył 130 mln zł. Firma wypracowała także ponad 46 mln zł netto zysku, a jej kapitał własny przekroczył 240 mln zł. Taki wynik sprawia, że home.pl stał się liderem branży. Zatrudnienie w home.pl w roku 2019 przekroczyło 300 osób, a w 2020 roku 350.
Firma w 2015 roku miała ponad 300 tys. klientów, a z jej usług korzystało ok. 1,5 mln użytkowników. Od 1 kwietnia 2021 roku stanowisko CEO home.pl pełnił Maciej Kornacki. Od 1 czerwca 2024 roku Magdalena Chudzikiewicz, dotychczasowa Członkini Zarządu i Chief Commercial Officer home.pl, została pełniącą obowiązki General Manager Spółki. Obecnie Zarząd Spółki tworzą: Magdalena Chudzikiewicz, GM i Marcin Szul, CFO.